# Norraby
Norraby en tätort i Tranås kommun i Jönköpings län belägen vid nordvästra stranden av Sommen.
Bebyggelsen klassades 2005 av SCB som en småort för att 2018, efter befolkningsökning, bli klassad som en tätort.

## Befolkningsutveckling
| Befolkningsutvecklingen i Norraby 2005–2020 | Befolkningsutvecklingen i Norraby 2005–2020 | Befolkningsutvecklingen i Norraby 2005–2020 | Befolkningsutvecklingen i Norraby 2005–2020 | Befolkningsutvecklingen i Norraby 2005–2020 |
| ------------------------------------------- | ------------------------------------------- | ------------------------------------------- | ------------------------------------------- | ------------------------------------------- |
|                                             |                                             |                                             |                                             |                                             |
| År                                          |                                             |                                             | Folkmängd                                   | Areal (ha)                                  |
| 2005                                        | 2005                                        |                                             | 113                                         | 17#                                         |
| 2010                                        | 2010                                        |                                             | 174                                         | 20#                                         |
| 2015                                        | 2015                                        |                                             | 198                                         | 32#                                         |
| 2020                                        | 2020                                        |                                             | 250                                         | 35                                          |
| Anm.: # Som småort.                         |                                             |                                             |                                             |                                             |